# Cristian Cominelli
Cristian Cominelli (Breno, 22 de mayo de 1988) es un deportista italiano que compitió en ciclismo de montaña en la disciplina de campo a través.
Ganó tres medallas en el Campeonato Mundial de Ciclismo de Montaña entre los años 2006 y 2009, y una medalla de plata en el Campeonato Europeo de Ciclismo de Montaña de 2008.

## Medallero internacional
| Campeonato Mundial | Campeonato Mundial      | Campeonato Mundial | Campeonato Mundial         |
| Año                | Lugar                   | Medalla            | Competición                |
| ------------------ | ----------------------- | ------------------ | -------------------------- |
| 2006               | Rotorua (Nueva Zelanda) | Medalla de plata   | Campo a través por relevos |
| 2008               | Val di Sole (Italia)    | Medalla de bronce  | Campo a través por relevos |
| 2009               | Camberra (Australia)    | Medalla de oro     | Campo a través por relevos |
| Campeonato Europeo |                         |                    |                            |
| Año                | Lugar                   | Medalla            | Competición                |
| 2008               | St. Wendel (Alemania)   | Medalla de plata   | Campo a través por relevos |